# Revelieria genei
Revelieria genei is een keversoort uit de familie schimmelkevers (Latridiidae). De wetenschappelijke naam van de soort werd in 1850 gepubliceerd door Charles Nicolas Aubé. De soort komt voor in Zuid-Frankrijk, Griekenland, Italië, Spanje, Turkije, Israël, Marokko, Algerije en Tunesië.
Het diertje wordt 1,3 tot 1,8 millimeter lang.